# 里維斯冰川
74°45′S 162°15′E / 74.750°S 162.250°E
里維斯冰川（英語：Reeves Glacier）是南極洲的冰川，流經艾森豪山脈和拉森山，最終在維多利亞地沿岸注入南森冰架，該冰川在1907至1909年由英國探險隊發現，以新西蘭內閣大臣命名。